# Giovanni Martusciello
Giovanni Martusciello (Ischia, 19 agosto 1971) è un allenatore di calcio ed ex calciatore italiano, di ruolo centrocampista.

## Caratteristiche tecniche

### Giocatore
Nato come centrocampista d'interdizione, nel corso della carriera ha avanzato il suo raggio di azione, arrivando a giocare esterno di attacco svariando su tutto il fronte offensivo. Ha dichiarato di essersi ispirato, durante la sua carriera, a Franco Impagliazzo, suo compagno di squadra e capitano negli anni dell'Ischia Isolaverde.

## Carriera

### Giocatore

#### Ischia
Cresciuto nel vivaio dell'Ischia Isolaverde, entrò in pianta stabile in prima squadra all'età di 16 anni ed esordì in Serie C1 il 15 gennaio 1989, all'88' della partita casalinga contro il Francavilla (3-0), sotto la guida tecnica di Franco Villa.
L'anno successivo riuscì subito a conquistarsi più spazio in squadra, collezionando 20 presenze in un Ischia che, a fine stagione, chiuse ultima in classifica. Nel campionato 1990-1991 diventò titolare, collezionando 32 presenze e 2 reti: il primo gol in Serie C2 lo mise a segno il 14 ottobre 1990, nella partita giocata fuori casa contro l'Astrea.
Nella stagione 1993-1994 realizzò la sua prima rete in C1 ad Antonio Chimenti, al 59' di Ischia-Salernitana, il 6 febbraio 1994; nella stessa realizzò anche la sua prima doppietta in carriera, andando a segno nella partita Casarano-Ischia (2-2), ai minuti 60' e 80'. Al termine del campionato 1994-1995, dopo aver conquistato una salvezza ai play-out contro il Chieti, decise di lasciare l'Ischia dopo aver collezionato 160 presenze e 6 reti, in sei campionati di C1 e uno di C2.

#### Empoli

Martusciello in azione all'Empoli nella stagione 1997-1998

Nel luglio 1995 fu messo sotto contratto dall'Empoli; un acquisto suggerito al presidente azzurro Fabrizio Corsi durante una vacanza sull'isola d'Ischia. Alla corte di Luciano Spalletti, Martusciello fu valorizzato come punta esterna libera di svariare su tutto il fronte di attacco, diventando uno degli uomini-chiave della doppia promozione empolese dalla Serie C1 alla Serie A.
Con i toscani si affermò titolare fin dalla stagione 1995-1996, in cui collezionò 29 presenze e 2 reti, prendendo parte alle vittorie del campionato di C1 e della Coppa Italia di Serie C, quest'ultima dopo la finale col Monza. Esordì in Serie B il 9 agosto 1996 contro il Padova, mettendo a segno la sua prima rete il successivo 15 dicembre al Foggia, battuto a Empoli grazie alla sua rete. Alla sua prima stagione tra i cadetti, giocando sempre da titolare, collezionò 35 presenze e 4 reti, contribuendo, al termine del campionato 1996-1997, al secondo posto della sua squadra con annessa promozione in massima serie.
Esordì in Serie A il 31 agosto 1997, nella partita persa in casa contro la Roma (1-3), mentre la prima rete la mise a segno il successivo 21 settembre, nella sfida interna contro la Lazio, all'11', per poi ripetersi una settimana dopo nel derby toscano sul campo della Fiorentina, quando, al 4' di recupero, fissò il punteggio sull'1-2, regalando la prima vittoria a Firenze nella storia del club. Il 12 dicembre 1997 mise a segno la sua prima doppietta in campionato, segnando due reti alla Sampdoria. Alla fine del torneo 1997-1998 furono 6 le reti messe a segno, in 23 presenze, che gli procurarono anche una certa notorietà.

#### Ultimi anni
Nel settembre 1999 passò al Genoa in Serie B, dove, a causa di problemi di ambientamento, preferì rescindere il contratto a stagione in corso. Nel marzo 2000 si accasò quindi al Palermo, militante in Serie C1; rimase in Sicilia fino al termine della stagione e, a causa di una serie di problemi fisici, collezionò solo 5 presenze e 1 rete, non riuscendo ad aiutare la squadra rosanero nella rincorsa per un posto nei play-off.
Nella stagione 2000-2001 si trasferì al Cittadella, neopromosso in Serie B, dove militò fino al termine della stagione 2001-2002, collezionando 42 presenze e 3 reti. Per il campionato 2002-2003 approdò al Catania, sempre tra i cadetti, prima di scendere di categoria con Sambenedettese e Lucchese in Serie C1, fino alla stagione 2005-2006, dove chiuse la carriera nelle file del Pontedera militante in Serie D.

### Allenatore
Terminata la carriera da giocatore ha intrapreso quella di allenatore, cominciando nel 2006 nelle giovanili dell'Empoli per poi salire, dal 2009, in prima squadra: dapprima come assistente di Salvatore Campilongo, poi come vice di Alfredo Aglietti e infine come collaboratore di Maurizio Sarri; resta nel club toscano anche col successivo arrivo di Marco Giampaolo, tornando nella circostanza al ruolo di tecnico in seconda.
Il 26 maggio 2016, a seguito dell'addio di Giampaolo, è promosso a tecnico della prima squadra. Durante la stagione l'Empoli si trova in zone tranquille ma, dopo aver sprecato un vantaggio di 11 punti nel finale sul Crotone ed essere scavalcato dai calabresi all'ultima giornata di campionato, terminata con una sconfitta contro il Palermo, la squadra toscana retrocede in Serie B: a seguito di ciò, a fine stagione non viene confermato dal presidente empolese Corsi. Chiude la sua esperienza dopo aver ottenuto 8 vittorie, 8 pareggi e 22 sconfitte in campionato.
Nell'estate 2017 entra nello staff dell'Inter come collaboratore del tecnico Luciano Spalletti. Il successivo 3 ottobre ottiene l'abilitazione da allenatore di Prima Categoria. Il 30 giugno 2019, con l'esonero di Spalletti, rescinde il suo contratto con la società milanese. Il 10 luglio seguente, dopo un quadriennio torna a lavorare con Sarri, chiamato a fargli da vice alla Juventus; qui, con Sarri alle prese con un periodo di convalescenza, Martusciello lo sostituisce nella direzione tecnica della squadra durante la fase iniziale della stagione 2019-2020. Al termine dell'annata, nonostante la vittoria dello Scudetto, lascia il club causa il sopraggiunto esonero di Sarri.
Il 9 giugno 2021, dopo un anno d'inattività, torna a essere il vice di Sarri, questa volta alla Lazio. Il successivo 19 settembre va in panchina al posto dello squalificato Sarri. Anche nei campionati successivi, a causa delle squalifiche di Sarri, ha modo di andare in panchina al suo posto. Il 13 marzo 2024 assume ad interim la guida della prima squadra biancoceleste, dopo le dimissioni di Sarri; cinque giorni dopo lascia il posto al nuovo tecnico, Igor Tudor, non prima di avere ottenuto, due giorni prima, una vittoria per 2-3 contro il Frosinone. Il 3 luglio 2024 rassegna le dimissioni dal proprio incarico al club biancoceleste.
Il giorno seguente viene ingaggiato come tecnico della Salernitana, neoretrocessa in Serie B. L'11 novembre successivo viene sollevato dall’incarico dopo la sconfitta ottenuta il giorno prima contro il Bari (0-2) e con la squadra al quartultimo posto con 13 punti raccolti in altrettante gare.

## Statistiche

### Presenze e reti nei club
| Stagione                 | Squadra                  | Campionato               | Campionato | Campionato | Coppe nazionali | Coppe nazionali | Coppe nazionali | Altre coppe | Altre coppe | Altre coppe | Totale | Totale |
| Stagione                 | Squadra                  | Comp                     | Pres       | Reti       | Comp            | Pres            | Reti            | Comp        | Pres        | Reti        | Pres   | Reti   |
| ------------------------ | ------------------------ | ------------------------ | ---------- | ---------- | --------------- | --------------- | --------------- | ----------- | ----------- | ----------- | ------ | ------ |
| 1988-1989                | Ischia Isolaverde        | C1                       | 2          | 0          | -               | -               | -               | -           | -           | -           | 2      | 0      |
| 1989-1990                | Ischia Isolaverde        | C1                       | 20         | 0          | -               | -               | -               | -           | -           | -           | 20     | 0      |
| 1990-1991                | Ischia Isolaverde        | C2                       | 32         | 2          | -               | -               | -               | -           | -           | -           | 32     | 2      |
| 1991-1992                | Ischia Isolaverde        | C1                       | 22         | 0          | -               | -               | -               | -           | -           | -           | 22     | 0      |
| 1992-1993                | Ischia Isolaverde        | C1                       | 24         | 0          | -               | -               | -               | -           | -           | -           | 24     | 0      |
| 1993-1994                | Ischia Isolaverde        | C1                       | 30         | 3          | -               | -               | -               | -           | -           | -           | 30     | 3      |
| 1994-1995                | Ischia Isolaverde        | C1                       | 22+2       | 1+0        | -               | -               | -               | -           | -           | -           | 24     | 1      |
| Totale Ischia Isolaverde | Totale Ischia Isolaverde | Totale Ischia Isolaverde | 160        | 6          |                 | -               | -               |             | -           | -           | 160    | 6      |
| 1995-1996                | Empoli                   | C1                       | 29         | 2          | CI              | ?               | ?               | -           | -           | -           | 29+?   | 2+?    |
| 1996-1997                | Empoli                   | B                        | 35         | 4          | CI              | ?               | ?               | -           | -           | -           | 35+?   | 4+?    |
| 1997-1998                | Empoli                   | A                        | 23         | 6          | CI              | ?               | ?               | -           | -           | -           | 23+?   | 6+?    |
| 1998-1999                | Empoli                   | A                        | 27         | 0          | CI              | ?               | ?               | -           | -           | -           | 27+?   | ?      |
| ago-set.1999             | Empoli                   | B                        | 4          | 0          | CI              | 2               | 1               | -           | -           | -           | 6      | 1      |
| Totale Empoli            | Totale Empoli            | Totale Empoli            | 118        | 12         |                 | -               | -               |             | -           | -           | 120+?  | 13+?   |
| 1999-gen.2000            | Genoa                    | B                        | 16         | 1          | CI              | ?               | ?               | -           | -           | -           | 16+?   | 1+?    |
| gen.-giu. 2000           | Palermo                  | C1                       | 5          | 1          | CI              | ?               | ?               | -           | -           | -           | 5+?    | 1+?    |
| 2000-2001                | Cittadella               | B                        | 20         | 1          | CI              | ?               | ?               | -           | -           | -           | 20+?   | 1+?    |
| 2001-2002                | Cittadella               | B                        | 22         | 2          | CI              | ?               | ?               | -           | -           | -           | 22+?   | 2+?    |
| Totale Cittadella        | Totale Cittadella        | Totale Cittadella        | 42         | 3          |                 | -               | -               |             | -           | -           | 42+?   | 3+?    |
| 2002-2003                | Catania                  | B                        | 29         | 3          | CI              | ?               | ?               | -           | -           | -           | 29+?   | 3+?    |
| 2003-2004                | Sambenedettese           | C1                       | 19         | 1          | CI              | ?               | ?               | -           | -           | -           | 19+?   | 1+?    |
| 2004-2005                | Lucchese                 | C1                       | 29         | 1          | CI              | ?               | ?               | -           | -           | -           | 29+?   | 1+?    |
| 2005-2006                | Pontedera                | D                        | 22         | 1          | CI              | ?               | ?               | -           | -           | -           | 22+?   | 1+?    |
| Totale carriera          | Totale carriera          | Totale carriera          | 440        | 29         |                 | ?               | ?               |             | -           | -           | 440+?  | 29+?   |

### Statistiche da allenatore
Statistiche aggiornate al 10 novembre 2024.
| Stagione        | Squadra         | Campionato      | Campionato | Campionato | Campionato | Campionato | Coppe nazionali | Coppe nazionali | Coppe nazionali | Coppe nazionali | Coppe nazionali | Coppe continentali | Coppe continentali | Coppe continentali | Coppe continentali | Coppe continentali | Altre coppe | Altre coppe | Altre coppe | Altre coppe | Altre coppe | Totale | Totale | Totale | Totale | % Vittorie | Piazzamento |
| Stagione        | Squadra         | Comp            | G          | V          | N          | P          | Comp            | G               | V               | N               | P               | Comp               | G                  | V                  | N                  | P                  | Comp        | G           | V           | N           | P           | G      | V      | N      | P      | %          |             |
| --------------- | --------------- | --------------- | ---------- | ---------- | ---------- | ---------- | --------------- | --------------- | --------------- | --------------- | --------------- | ------------------ | ------------------ | ------------------ | ------------------ | ------------------ | ----------- | ----------- | ----------- | ----------- | ----------- | ------ | ------ | ------ | ------ | ---------- | ----------- |
| 2016-2017       | Empoli          | A               | 38         | 8          | 8          | 22         | CI              | 2               | 1               | 0               | 1               | -                  | -                  | -                  | -                  | -                  | -           | -           | -           | -           | -           | 40     | 9      | 8      | 23     | 22,50      | 18º (retr.) |
| mar. 2024       | Lazio           | A               | 1          | 1          | 0          | 0          | CI              | -               | -               | -               | -               | UCL                | -                  | -                  | -                  | -                  | SI          | -           | -           | -           | -           | 1      | 1      | 0      | 0      | 100,00&    | Interim     |
| lug.-nov. 2024  | Salernitana     | B               | 13         | 3          | 4          | 6          | CI              | 2               | 0               | 1               | 1               | -                  | -                  | -                  | -                  | -                  | -           | -           | -           | -           | -           | 15     | 3      | 5      | 7      | 20,00      | Eson.       |
| Totale carriera | Totale carriera | Totale carriera | 52         | 12         | 12         | 28         |                 | 4               | 1               | 1               | 2               |                    | -                  | -                  | -                  | -                  |             | -           | -           | -           | -           | 56     | 13     | 13     | 30     | 23,21      |             |

## Palmarès

### Giocatore
- Campionato italiano Serie C2: 1

Ischia Isolaverde: 1990-1991 (girone D)
- Coppa Italia Serie C: 1

Empoli: 1995-1996